# Urs Bühler
Urs Toni Bühler Matienzo (Willisau, 19 luglio 1971) è un cantante svizzero, di timbro tenore, membro del gruppo di crossover di musica classica Il Divo.

## Biografia
Urs ha iniziato la sua carriera musicale come rockstar per poi diventare un idolo dell'opera. Da adolescente, all'età di 17 anni, ha cantato con una band heavy metal chiamata The Conspiracy (La Cospirazione) a Lucerna, che, nel 1991, ha pubblicato un album intitolato One to One. Tuttavia, nel periodo in cui studiava per diventare insegnante di musica, ha avuto una folgorazione e ha iniziato ad appassionarsi alla musica classica.
Si è laureato a Lucerna in Educazione Musicale e Vocale Studies presso la Scuola dell'Accademia di Musica. Trasferitosi ad Amsterdam ha conseguito al Conservatorio della medesima città, sotto la guida del baritono tedesco Udo Reinemann, il master in musica classica. Ha successivamente proseguito gli studi con il tenore svizzero Gösta Winbergh e il tenore francese Christian Papis.
Ha iniziato quindi la sua attività di cantante professionista in Olanda, Belgio, Germania e Francia, alternandosi sia in vari spettacoli musicali, sia partecipando al coro dell'Opera di Amsterdam. Ha vissuto otto anni nei Paesi Bassi fino a quando è stato reclutato da Simon Cowell per cantare nella formazione Il Divo.

## Vita privata
Il 6 gennaio 2009 Urs è diventato padre di Wilhelmina Bühler-Roodney, da lui affettuosamente chiamata Billie.

## Discografia

### Con The Conspiracy

#### Album
- 1991 - One to One